# Tour de France 2007/15. Etappe
| Etappe 15                          |                       |                         |
| Ergebnis der 15. Etappe            |                       |                         |
| Etappensieger                      | Alexander Winokurow   | 5:34:28 h (35,160 km/h) |
| Zweiter                            | Kim Kirchen           | + 0:51 min              |
| Dritter                            | Haimar Zubeldia       | gl. Zeit                |
| Vierter                            | Juan José Cobo        | + 0:58 min              |
| Fünfter                            | Juan Manuel Gárate    | + 2:14 min              |
| Sechster                           | David Arroyo          | + 3:23 min              |
| Siebter                            | Bernhard Kohl         | + 4:25 min              |
| Achter                             | Christian Vande Velde | gl. Zeit                |
| Neunter                            | Ludovic Turpin        | + 5:16 min              |
| Zehnter                            | Alberto Contador      | + 5:31 min              |
| Kämpferischster Fahrer             | Alexander Winokurow   | Alexander Winokurow     |
| Zwischenstände nach der 15. Etappe |                       |                         |
| Gelbes Trikot                      | Michael Rasmussen     | 69:52:14 h              |
| Zweiter                            | Alberto Contador      | + 2:23 min              |
| Dritter                            | Cadel Evans           | + 4:00 min              |
| Grünes Trikot                      | Tom Boonen            | 195 P.                  |
| Zweiter                            | Robert Hunter         | 175 P.                  |
| Dritter                            | Erik Zabel            | 174 P.                  |
| Gepunktetes Trikot                 | Michael Rasmussen     | 142 P.                  |
| Zweiter                            | Mauricio Soler        | 140 P.                  |
| Dritter                            | Jaroslaw Popowytsch   | 104 P.                  |
| Weißes Trikot                      | Alberto Contador      | 69:54:37 h              |
| Zweiter                            | Mauricio Soler        | + 12:37 min             |
| Dritter                            | Kanstanzin Siuzou     | + 30:35 min             |
| Teamwertung                        | Team Astana           | 209:52:24 h             |
| Zweiter                            | Discovery Channel     | + 02:53 min             |
| Dritter                            | Team CSC              | + 15:01 min             |

Die 15. Etappe der Tour de France 2007 am 23. Juli war 196 Kilometer lang und führte die Fahrer von Foix durch die südwestliche Region Midi-Pyrénées nach Loudenvielle-Le Louron. Die sechste Bergetappe wies insgesamt fünf Bergwertungen auf, darunter, mit dem Port de Balès, der erstmals im Rahmen einer Frankreich-Rundfahrt in Angriff genommen wurde, eine der höchsten Kategorie (HC).
Wie bereits im Verlauf der vorangegangenen Bergetappen attackierten zum Etappenbeginn gleich die ersten Fahrer und versuchten sich vom Peloton zu lösen. Nachdem es einer 20-köpfigen Spitzengruppe nicht gelungen war, eine erfolgreiche Flucht zu initiieren, bildete sich im Anstieg zum Col de Port eine neue Gruppe, die aber im Verlauf des Anstiegs zerfiel. Letztendlich verblieb vorerst Gorka Verdugo an der Spitze des Rennens, dem eine zehn Fahrer starke Gruppe mit Alexander Winokurow, Juan José Cobo, Denis Menschow, David Arroyo, Bernhard Kohl, Manuel Beltrán, Stéphane Goubert, Johann Tschopp, Juan Manuel Gárate und John Gadret folgte. Sie holten Verdugo noch vor dem Gipfel ein, womit elf Fahrer in Führung lagen. Jedoch betrug der Vorsprung auf das Hauptfeld auf dem Gipfel nur etwa eine halbe Minute.
In der Abfahrt lösten sich Tschopp und Kohl kurzzeitig von ihrer Gruppe, die inzwischen auf 23 Fahrer angewachsen war, da unter anderem Kim Kirchen, George Hincapie und Haimar Zubeldia in der Abfahrt aufgeschlossen hatten. Die zwei Ausreißer, Kohl und Tschopp, wurden jedoch bei Rennkilometer 55 wieder von den Verfolgern gestellt. In der Folge vergrößerte sich der Vorsprung der 25 Ausreißer auf das Peloton schnell auf über acht Minuten und wurde auch sowohl im Anstieg zum Col de Portet-d’Aspet als auch zum Col de Menté nicht kleiner, obwohl die Gruppe jeweils geschlossen den Kulminationspunkt erreichte.
Gemeinsam fuhr die Ausreißergruppe auch in den Anstieg zum Port de Balès ein, ehe Íñigo Landaluze das Tempo erhöhte und die Gruppe sprengte. Ihm konnten lediglich vier Fahrer, namentlich Johann Tschopp, Bernhard Kohl, David Arroyo und Sergei Iwanow folgen. Wenig später schloss mit Denis Menschow ein sechster Fahrer zu den Führenden auf, während Iwanow sich kurz darauf zurückfallen ließ, um die Verfolger mit seinem Kapitän Winokurow nach vorne zu führen. Durch die Hilfe Iwanows schafften mehrere Fahrer wieder den Anschluss an die Spitze, woraufhin Tschopp in der Gruppe attackierte und sich absetzte. Unterdessen hatte aus dem Hauptfeld heraus Andrei Kaschetschkin ebenfalls einen Angriff lanciert, dem aber ebenso keiner folgte wie Tschopp. Jedoch war das Tempo merklich erhöht worden, wodurch lediglich etwa 20 Fahrer in der Verfolgung Kaschetschkins verblieben. Drei Kilometer unter dem Gipfel konnte dann Kim Kirchen zu Johann Tschopp aufschließen und ihn wenige hundert Meter vor dem Gipfel distanzieren. Auch Kaschetschkin war inzwischen von der Favoritengruppe wieder eingeholt worden. Kirchen erreichte schließlich den Gipfel knapp vor Tschopp und Arroyo, der sich mittlerweile aus der Verfolgergruppe gelöst hatte. Die Verfolgergruppe kam 45 Sekunden nach Kirchen auf dem Kulminationspunkt an, die Favoritengruppe folgte mit einem Abstand von 6:45 Minuten.
Zum Beginn der Abfahrt holte Arroyo den Führenden Kirchen ein, und auch Tschopp gesellte sich kurz danach zu den beiden hinzu, fiel jedoch in den ersten hundert Metern des Anstiegs zum Col de Peyresourde zurück und wurde von den Verfolgern Winokurow, Cobo, Gárate und Zubeldia überholt. Nach einer Tempoverschärfung musste Gárate abreißen lassen, während die restlichen drei Fahrer zur Rennspitze aufschlossen. In der Folge attackierten die Fahrer in der Ausreißergruppe immer wieder, jedoch konnte sich keiner absetzen, lediglich Arroyo und Kirchen mussten abreißen lassen. Winokurow erhöhte daraufhin noch einmal das Tempo und setzte sich 15 Kilometer vor dem Ziel als Solist an die Spitze, während seine dahinterliegenden Kontrahenten inzwischen ebenfalls als Solisten unterwegs waren. Winokurow erreichte den letzten Gipfel des Tages mit 29 Sekunden Vorsprung auf Kirchen und Zubeldia und ging in die 11,5 Kilometer lange Abfahrt nach Loudenvielle-Le Louron. Im Hauptfeld belauerten sich die Favoriten, ehe Alberto Contador angriff und wieder nur Rasmussen folgen konnte. Sie kamen mit 5:27 Minuten Rückstand auf dem Peyresourde an, die Gruppe mit Andreas Klöden, Cadel Evans und Levi Leipheimer weitere 41 Sekunden dahinter.
Alexander Winokurow sicherte sich schließlich, nach dem deutlichen Sieg im Einzelzeitfahren auf der 13. Etappe und dem Einbruch auf der 14. Etappe, seinen zweiten Etappensieg mit 50 Sekunden Vorsprung auf Kim Kirchen und Haimar Zubeldia. Contador und Rasmussen kamen mit 5:31 Minuten Rückstand als Etappenzehnter und -elfter ins Ziel. Die Gruppe um Klöden, Evans und Leipheimer folgte mit 6:27 Minuten Rückstand.
In den Einzelwertungen gab es auf den vorderen Positionen keine Veränderungen, jedoch übernahm das Team Astana wieder die Führung in der Mannschaftswertung.
Wie bereits auf der 13. Etappe wurde Alexander Winokurow auch im Anschluss an den Sieg auf dieser Etappe Fremdblutdoping nachgewiesen.

## Aufgaben
- 047 Fred Rodriguez – während der Etappe, Magenbeschwerden mit Verdauungsproblemen und Folgen eines Sturzes auf der 11. Etappe
- 064 Cyril Dessel – während der Etappe
- 109 Christophe Le Mével – während der Etappe, Bruch des rechten Schlüsselbeins nach Sturz auf der Abfahrt vom Col de Port
- 151 Filippo Pozzato – vor dem Start der Etappe
- 165 Philippe Gilbert – vor dem Start der Etappe, Magenbeschwerden und Fieber

## Zwischensprints
1. Zwischensprint in Saint-Girons (Kilometer 68) (406 m ü. NN)
| Erster  | Daniele Bennati | 6 P. und 6 s |
| Zweiter | Sergei Iwanow   | 4 P. und 4 s |
| Dritter | Bernhard Kohl   | 2 P. und 2 s |

2. Zwischensprint in Marignac (Kilometer 127) (516 m ü. NN)
| Erster  | Daniele Bennati   | 6 P. und 6 s |
| Zweiter | Kurt Asle Arvesen | 4 P. und 4 s |
| Dritter | Benoît Vaugrenard | 2 P. und 2 s |

## Bergwertungen
Col de Port, Kategorie 2 (Kilometer 27,5) (1249 m ü. NN; 11,4 km à 5,3 %)
| Erster   | Juan Manuel Gárate  | 10 P. |
| Zweiter  | Johann Tschopp      | 9 P.  |
| Dritter  | Gorka Verdugo       | 8 P.  |
| Vierter  | Juan José Cobo      | 7 P.  |
| Fünfter  | Alexander Winokurow | 6 P.  |
| Sechster | Stéphane Goubert    | 5 P.  |

Col de Portet-d’Aspet, Kategorie 2 (Kilometer 98,5) (1069 m ü. NN; 5,6 km à 6,9 %)
| Erster   | Laurent Lefèvre    | 10 P. |
| Zweiter  | Patrice Halgand    | 9 P.  |
| Dritter  | Juan Manuel Gárate | 8 P.  |
| Vierter  | Sergei Iwanow      | 7 P.  |
| Fünfter  | Rubén Pérez        | 6 P.  |
| Sechster | Benoît Vaugrenard  | 5 P.  |

Col de Menté, Kategorie 1 (Kilometer 114) (1349 m ü. NN; 7,8 km à 8,1 %)
| Erster   | Juan Manuel Gárate | 15 P. |
| Zweiter  | Laurent Lefèvre    | 13 P. |
| Dritter  | Patrice Halgand    | 11 P. |
| Vierter  | Daniele Bennati    | 9 P.  |
| Fünfter  | Bernhard Kohl      | 8 P.  |
| Sechster | Juan José Cobo     | 7 P.  |
| Siebter  | Haimar Zubeldia    | 6 P.  |
| Achter   | Christian Knees    | 5 P.  |

Port de Balès, Kategorie HC (Kilometer 159,5) (1755 m ü. NN; 19,2 km à 6,2 %)
| Erster   | Kim Kirchen         | 20 P. |
| Zweiter  | David Arroyo        | 18 P. |
| Dritter  | Johann Tschopp      | 16 P. |
| Vierter  | Juan Manuel Gárate  | 14 P. |
| Fünfter  | Haimar Zubeldia     | 12 P. |
| Sechster | Juan José Cobo      | 10 P. |
| Siebter  | Alexander Winokurow | 8 P.  |
| Achter   | Denis Menschow      | 7 P.  |
| Neunter  | Ludovic Turpin      | 6 P.  |
| Zehnter  | Bernhard Kohl       | 5 P.  |

Col de Peyresourde, Kategorie 1 (Kilometer 184,5) (1569 m ü. NN; 9,7 km à 7,8 %)
| Erster   | Alexander Winokurow   | 30 P. |
| Zweiter  | Haimar Zubeldia       | 26 P. |
| Dritter  | Kim Kirchen           | 22 P. |
| Vierter  | Juan José Cobo        | 18 P. |
| Fünfter  | Juan Manuel Gárate    | 16 P. |
| Sechster | David Arroyo          | 14 P. |
| Siebter  | Christian Vande Velde | 12 P. |
| Achter   | Sergei Iwanow         | 10 P. |

*Die Punkte der Bergwertung werden verdoppelt, wenn der letzte Pass der Etappe der Kategorie HC, 1 oder 2 entspricht.